# Kamel Naidja
Kamel Naidja (en arabe : كمال نعيجة) est un footballeur international algérien né le 9 août 1953 à Constantine et mort le 12 juillet 2004. Il évoluait au poste de gardien de but.

## Biographie

### En club
Il évolue en première division algérienne avec le club du MO Constantine.

### En équipe nationale
Il reçoit une seule sélection en équipe d'Algérie en 1976. Son seul match a lieu le 8 septembre 1976 contre la Libye (victoire 0-1).

## Palmarès
MO Constantine
- Coupe d'Algérie :
  - Finaliste : 1974-75 et 1975-76.